# 長谷川耕南
長谷川 耕南（はせがわ こうなん、1905年〈明治38年〉 - 1977年〈昭和52年〉）は、日本の書道家。勲四等 瑞宝章。

## 主な経歴
- 日本書鏡院（旧：墨林会）を創設
- 古典に基づく書道手本「書鏡」を発行
- 東條英機 陸軍大臣 公邸 書道 師範
- 皇宮警察本部 講師

## 経歴
- 1905年（明治38年）
  - 5月 新潟県東蒲原郡上川村栃堀に生まれる[1]
- 1918年（大正7年）
  - 4月 杉山南園に就き書道ならびに漢籍を学ぶ[1]
- 1923年（大正12年）
  - 9月 関東大震災が発生し、「薄幸者救済団」を組織、自ら団長となる
- 1925年（大正15年）
  - 3月 明治大学法科卒業[1]
- 1930年（昭和5年）
  - 3月 吉田苞竹に入門[1]
- 1931年（昭和6年）
  - 1月 秦東書道院展（会頭 清浦奎吾）に入選[1]
- 1932年（昭和7年）
  - 11月 東方書道会展（会長 大倉喜七郎）に入賞[1]
- 1933年（昭和8年）
  - 10月 墨林会（後に日本書鏡院と改める）を創立[1]
- 1934年（昭和09年）
  - 6月 東方書道展に無鑑査出品以来特選三回[1]
  - 8月 書道手本「楠公湊川碑」[2]ならびに「書道捷径」を著わす[1][1]
- 1935年（昭和10年）
  - 3月 日下部書壽に師事　純粋「南画」の研究に入る [1]
  - 同年以降 警視庁機関誌「自警」に書道欄新設　毎月の審査にあたる[1]
- 1938年（昭和13年）
  - 7月 警視庁警察練習所（現在の警察学校）に書道科新設され講師となる　その間　自警会発行の「警察書道教本」上下二巻を著わし　都下二万の警察官に配布され　当局の奨励による警察官の精神修養ならびに情操涵養に尽くす[1]
- 1939年（昭和14年）
  - 6月 東方書道会展で最高賞推薦の栄を得る[1]
- 1941年（昭和16年）
  - 7月 銀座三越で「耕南個人展」を開催[1]
  - 12月 日本画家小林観爾、彫刻家吉田叡示両氏と銀座三越で「三部会展」を開催[1]
- 1942年（昭和17年）
  - 月不明  毎日新聞社に書道研究会誕生　高田　七海両常務や阿部出筆など多数社員の指導にあたる[1]
  - 4月 明治大学女子部ならびに商学部講師となる[1]
  - 5月 東條英機陸軍大臣公邸書道師範となる[1]
- 1943年（昭和18年）
  - 1月 華北交通の招聘により　書道親善使として渡支　北京を中心に　開封　徐州　済南など各地を講演[1]
  - 9月 銀座菊屋画廊で帰朝記念「耕南個人展覧会」開催[1]
- 1946年（昭和21年）
  - 11月 浪曲界先覚慰霊塔（桃中軒雲右衛門）の碑を建立し　その揮毫にあたる（品川妙圀寺）[1]
- 1947年（昭和22年）
  - 1月 皇宮警察本部講師を嘱託される[1]
  - 8月 「寄木神社由来　江戸漁業根源の碑」揮毫（品川　寄木神社）[1]
- 1949年（昭和24年）
  - 4月 阪急百貨店（品川区大井）で「墨婦人書道展」を開催[1]
  - 月刊書道誌「墨林」を創刊[1]
- 1950年（昭和25年）
  - 9月 「文墨余話」を著わす[1][3]
- 1957年（昭和32年）
  - 墨林会創立二十五周年記念祝賀大会を開催（千代田公会堂　参会者千百名）[1]
- 1960年（昭和35年）
  - 10月 衆議院の九段、赤坂、青山、高輪各宿舎において、衆議院議員に書道を指導[1]
- 1961年（昭和36年）
  - 7月 東京都美術館で「第一回全国墨林展」を開催
  - 11月 多年にわたる警察職員の情操涵養の貢献で警視総監原文兵衛より感謝状と記念品を贈られる[1]
- 1965年（昭和40年）
  - 7月 月刊誌「墨林」を「書鏡」に改題[1]
- 1967年（昭和42年）
  - 2月 「明治を偲ぶ書の真髄展」を銀座松屋で開催[1]
- 1968年（昭和43年）
  - 7月 東京都美術館で「第八回日本書鏡院展」を開催[1]
- 1970年（昭和45年）
  - 8月 武蔵御嶽山書道講習会（毎年一回三日間）を始める[1]
- 1973年（昭和48年）
  - 5月 創立四十年記念に際して「現代名士の書道随筆集」日本書鏡院編を発行[1]
  - 7月 創立四十周年記念祝賀会[1]
- 1976年（昭和51年）
  - 7月 勲四等瑞褒章を授与される[1]
  - 8月 郷里新潟栃堀に「正六地蔵尊」を奉納[1]
- 1977年（昭和52年）
  - 3月「書家耕南之碑」を武蔵御嶽神社境内に建立[1]